# 王子趙車
王子趙車（?—?），中國春秋時期东周的王子。
王子趙車是王子朝的同党，王子朝逃到楚国后，周敬王君臣开始王子朝对余党进行清算。前513年二月十三日，周王室在京城里杀了召伯盈、尹氏固和原伯鲁的儿子。五月二十五日，王子赵车跑到鄻地而叛变，被阴不佞打败。